# استلتوف (دهانه)
استلتوف یک دهانه برخوردی در ماه‌ است.

## دهانه‌های اقماری
این دهانه ۲ دهانه اقماری دارد.
| Stoletov | عرض جغرافیایی | طول جغرافیایی | قطر          |
| -------- | ------------- | ------------- | ------------ |
| Y        | ۴۶.۵° N       | ۱۵۵.۶° W      | ۲۲.۰ کیلومتر |
| C        | ۴۶.۳° N       | ۱۵۳.۶° W      | ۳۶.۰ کیلومتر |